# Bolek
Pour l’article homonyme, voir Bolek (libraire de rue).
Bolek, également orthographié Boleck ou Bolechs, et connu sous le nom de Bowlegs par les Euro-Américains, est un chef amérindien de la tribu séminole, de la lignée d'Alachua, né dans la deuxième moitié du XVIIIe siècle et mort en 1819. Il était le frère cadet de roi Payne, qui succéda à leur père Cowkeeper (connu des Séminoles sous le nom Ahaya) en tant que chef principal en Floride. Bolek succéda au roi Payne en 1812 lorsque ce dernier fut tué.

## Jeunesse et éducation
Bolek était l'un des nombreux enfants nés d'Ahaya (Cowkeeper) et de sa femme. Lui et son frère aîné (le roi Payne) furent préparés par leur oncle (dans le système de parenté matrilinéaire) pour devenir chefs et prendre des rôles de premier plan parmi les Séminoles. Ils ont hérité de ce rôle de la tribu de leur mère, qui descendait principalement de la lignée Alachua.
Bolek fut désigné comme chef de village ou itwála alors qu'il était encore jeune homme ; ce village était basé près de la rivière Suwannee dans l'ouest de la Floride. Il commença à s'opposer à l'influence des jeunes États-Unis sur la Floride espagnole au début du XIXe siècle. Il a empêché les esclavagistes de Géorgie d'entrer sur le territoire séminole pour poursuivre les esclaves évadés des pays bas de Caroline du Sud (en). Certains de ces fugitifs se marièrent au sein du peuple séminole ; la plupart créaient alors des communautés indépendantes à proximité en tant qu'alliés et étaient connues sous le nom de Séminoles noirs. Ils ont conservé une grande partie de leur culture Gullah et développèrent une langue créole afro-séminole en Floride, qu'ils utilisèrent tout au long du XIXe siècle.
En 1812, Bolek et son frère le Payne ont commencé à attaquer les colonies frontalières le long de la frontière Floride-Géorgie. Les bandes séminoles ont combattu plusieurs engagements avec les forces de milice ; Payne a été tué en 1812 et Bolek a subi de graves blessures au cours de la même escarmouche contre les forces de la milice géorgienne sous Daniel Newnan. Une expédition du colonel John Williams l'année suivante détruisit des centaines de villages séminoles et captura de nombreux chevaux et bétail. La guerre frontalière entre les Séminoles et les colons de Géorgie a contribué à l'implication des États-Unis dans la guerre Creek de 1813-1814 .

## Guerres séminoles
Pendant la première guerre séminole, à partir de 1818, les forces américaines sous le commandement du général Andrew Jackson s'avancèrent dans le nord de la Floride, capturant le village de Miccosukee et occupant la colonie britannique de St. Marks avant d'atteindre le village abandonné du chef Bolek. Ils capturèrent deux Anglais, Robert Ambrister et Peter Cook, qui furent ramenés à St. Marks. Chargés par les Britanniques d'aider les Séminoles contre la jeune armée américaine, ils furent exécutés par les forces américaines. Bien que cela ait créé un incident international, le général Jackson continua son offensive et reprit Pensacola.
Les États-Unis rachetèrent la Floride à l'Espagne en 1819, et les Séminoles s'attendaient à devoir lutter pour garder les colons américains hors de leur territoire. Bolek mourut cette année-là et fut remplacé comme chef principal par son petit-neveu maternel, Micanopy.
Micanopy était le chef principal pendant le déménagement dans le centre de la Floride et la seconde guerre séminole. C'est lui qui fut chargé de conduire les Séminoles vers le territoire indien, s'étant rendu compte qu'essayer de combattre les forces militaires des colons était vain. Dans l'Ouest, il travailla à l'assurance d'un territoire séparé et indépendant pour sa tribu, afin notamment de la garder de la surveillance des Creeks, jusqu'à sa mort en 1849.
Il fut remplacé à son tour par le fils de sa sœur, John Jumper, mort en 1853.